# کوه هاگورو

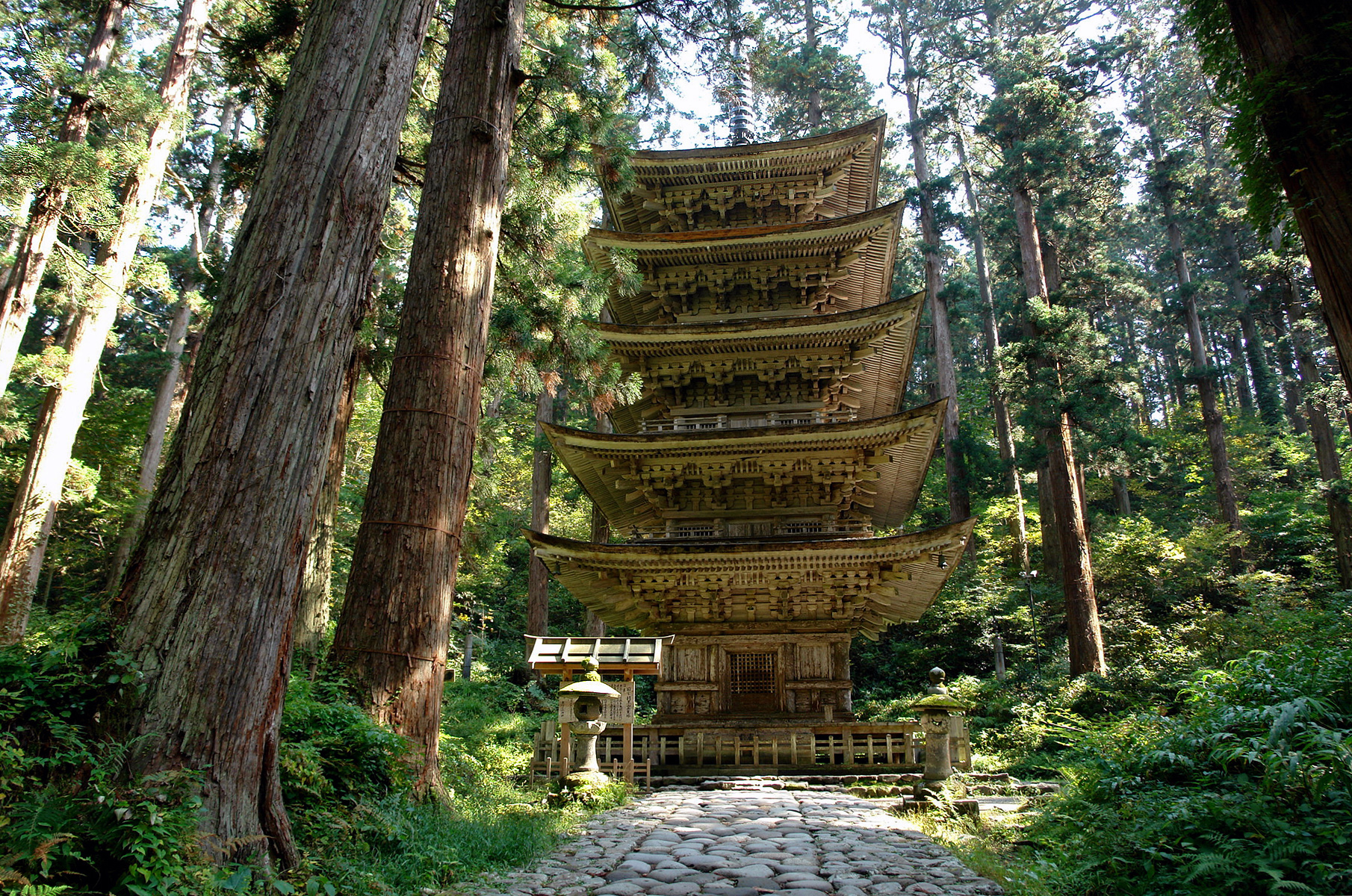

کوه هاگورو (به ژاپنی: 羽黒山 Haguro-san) یکی از سه کوه دوا در شهر تسورواوکا، یاماگاتا است این کوه قبلاً در ولایت دوا قرار داشته امروزه این ولایت بر استان یاماگاتا و استان آکیتا منطبق است. این کوه ۴۱۴ متر ارتفاع دارد.